# Charles T. Liernur

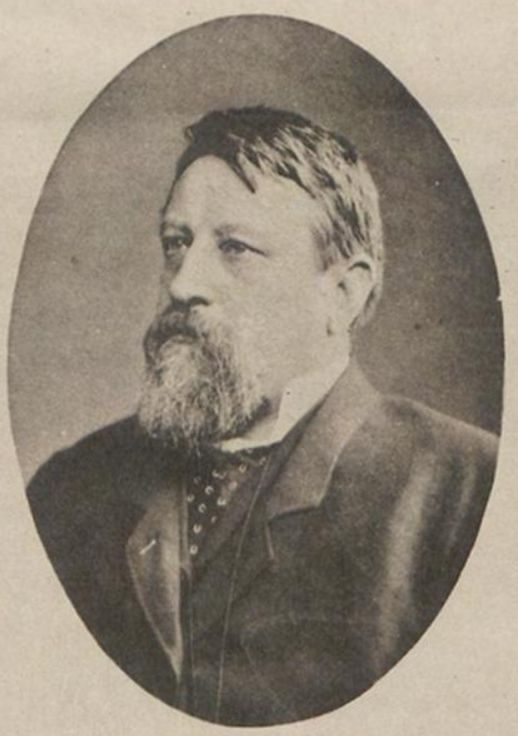
Charles T. Liernur (1828-1893)

Hermann Carl Anton (Charles T.) Liernur (Haarlem, 12 mei 1828 – Berlijn, 12 februari 1893) was een Nederlands civiel ingenieur.

## Biografie
Hij was de zoon van de lutherse predikant J.G. Liernur en J.G. Thieme. HIj is in het geboorteregister van Haarlem aangegeven als Hermann Carl Anton, maar heeft tijdens zijn verblijf in de Verenigde Staten zijn naam veranderd in Charles T. Liernur. Er zijn bronnen die hem aanduiden als Charles Tilleman Liernur, maar hij noemde zichzelf altijd Charles T.

### Opleiding
Na de lagere school in Haarlem kreeg hij voortgezet onderwijs van zijn vader, die een goed wiskundige was, van ir P. Kock en de tuinarchitect L.P. Zocher. Kock was uitvoerder bij de droogmaking van de Haarlemmermeer, en deze regelde dat Liernur in 1843 kon beginnen als onderopzichter bij de bouw van de uitwateringssluizen bij Katwijk. Daarna was hij van 1846 tot 1848 werkzaam bij de inpoldering van de Anna Paulownapolder. 

### Verenigde Staten
In het najaar van 1848 vertrok hij naar de Verenigde Staten, om voor twee Amsterdamse kooplieden, Stoop en de Beaufort, door hen gekochte landerijen aldaar op te meten en in kaart te brengen. De kapitein van de stoomboot, waarmee hij de overtocht deed, moest onderweg de eerste stuurman wegens insubordinatie in de boeien te slaan. Liernur bood zich aan om diens taak waar te nemen en deed dit met goed gevolg.
In New York gaf hij, na afloop van zijn meetopdracht, enige tijd privélessen in technische en wiskundige vakken. Daarna kwam hij in dienst bij de Ohio- en Alabama-spoorwegen onder Sydney Smith. Hij volgde die hoofdingenieur na enige jaren op. Ook leidde hij de bouw van enkele vuurtorens langs de kust van de staten Alabama en Florida. Toen in 1861 de Amerikaanse burgeroorlog uitbrak, koos Liernur de partij voor de zuidelijke staten. Hij speelde een rol van betekenis in die oorlog; hij versterkte de haven van Alabama in Mobile, wapende haar met torpedo's en bouwde en verdedigde het fort Morgan in Alabama, waar hij een kogel in het been kreeg. Daarna werd een van zijn voeten zodanig verpletterd, dat hij afgezet moest worden. Hij vocht mede bij Richmond, waar het paard onder hem werd doodgeschoten en hij een kogel in zijn schouder kreeg. Verder vocht hij aan de Bull-Run en bij Wilmington, waar hij gevangen genomen werd. Ondanks al de door hem bewezen diensten heeft hij het, wellicht omdat hij vreemdeling was, slechts tot kapitein gebracht. De generaal van de noordelijke Unionisten Halleck hielp Liernur om terug te keren naar Europa. Na terugkeer in Europa kwam hij in dienst van de redactie van de Engineer en vestigde zich daarvoor te Londen.

### Het Liernurstelsel
In 1866 stuurde hij aan het Koninklijk instituut van ingenieurs een ingezonden mededeling "omtrent een toestel voor den dagelijkschen reukeloozen afvoer van faecaliën en verdere stoffen, en omtrent eene pneumatische machine tot het ledigen van privaatputten". Dit systeem is bekend geworden onder de naam liernurstelsel, en was in principe een systeem om fecaliën pneumatisch via ijzeren pijpen af te voeren en te verwerken als meststof voor de landbouw. Het was dus geen algemeen rioleringssysteem, want ander afvalwater werd niet afgevoerd. 
In de periode van 1867 tot 1872, nadat hij zich te Amsterdam gevestigd had, maakte Liernur veel propaganda voor zijn stelsel door brochures, dagbladartikelen, voordrachten enz. Door veel mensen werden zijn voorstellen bestreden, en steeds stond hij op de bres ter verdediging zijner denkbeelden. Hij ging zelfs zover, dat hij in een blad anoniem een negatief artikel over zijn systeem plaatste. In en volgend nummer van dat blad plaatste hij dan met naam en toenaam een artikel om dat eerste anonieme artikel te bestrijden. De begrotingen van Liernur waren correct, maar hielden te weinig rekening met gevoelens en andere tegenwerking. Daarnaast was in de jaren tussen 1870 en 1880 bij de landbouwers in Nederland (uitgezonderd die in Groningen) nog niet het besef doorgedrongen hoe nuttig kunstmest was.

#### Leiden
In Nederland werd het Liernurstelsel toegepast te Leiden, waar de raad in 1870 besloot tot het nemen van een proef. In 1872 werd het aangelegd in de gedempte Binnenvestgracht en de Hoefstraat, een gebied van 1200 inwoners. Later werd steeds weer geprobeerd het gebied van het stelsel uit te breiden, maar dit is niet gelukt. In 1891 werd door Liernur en C.M. de Bruyn Kops, oprichter van de Machinefabriek Breda, een volledig ontwerp voor de invoering van zijn stelsel in de hele gemeente ingediend, maar daarvan is, doordat de gemeente-architect, die een voorstander van zijn stelsel was van betrekking veranderde en ook door Liernur's overlijden, niets gekomen. Sedert 1872 tot zijn overlijden 1885 heeft de Bruyn Kops zich geheel aan Liernur's zaken gewijd. 

#### Dordrecht
Ook in Dordrecht is een proefneming gedaan, waartoe de gemeenteraad in 1873 besloot. In 1876 werd een droog poeder verkregen, waarvan volgens genomen proeven 100 kg een bemestingswaarde hadden, gelijk aan 55 kg guano. 

#### Amsterdam
In Amsterdam is na een raadsbesluit van 29 juni 1870 een proef genomen met het stelsel aan de te dempen Looiersgracht, een wijk met 1750 inwoners. Hier is het niet bij proefnemingen gebleven, maar heeft men de buitenstad nagenoeg geheel van het Liernurstelsel voorzien. Wel is er een zeer lange tijd van voorbereiding geweest, en het is vooral het gevolg van de medewerking van de directeur gemeentewerken Jan Kalff, dat in een zeer groot gedeelte der stad het stelsel is ingevoerd. Eerst werd in december 1879 besloten tot een zeer uitgebreide proef in de wijken rond het Vondelpark, en langzamerhand werd het uitgebreid tot het deel van Amsterdam buiten de voormalige vestingwallen. De wijken, waar de meer gegoede burgerij woonde (met 1897 85.000 inwoners), kregen het stelsel geheel, maar in de armere wijken (65.000 inwoners), waar de algehele toepassing moeilijkheden met zich bracht, werd een tijdelijk stelsel ingevoerd. Die bestond uit een Liernurinrichting binnenshuis, die niet aansloot op een algemene afvoerinrichting, maar aan een ijzeren vat, dat dagelijks met een pneumatische wagen leeggezogen werd. In Amsterdam is het transport steeds intermitterend blijven geschieden. Men plaatste in de leiding onder het straatvlak reservoirs, waarin de straatleidingen uitkwamen. De huisleidingen sloten aan op de straatleidingen. De reservoirs werden verbonden door een transportleiding en een luchtleiding (vacuümleiding) met het centrale station of met een volgend reservoir. Met behulp van de luchtleiding werd eerst het reservoir zoveel mogelijk luchtledig gezogen (tot ½ à ¼ atmosfeer) en daarna werden de straatleidingen door het openzetten van kranen afgezogen naar het reservoir. Dit laatste werd door de transportleiding leeggezogen. Nadat deze leiding zoveel mogelijk luchtledig was gemaakt, werd de buitenlucht in het reservoir toegelaten. Was het reservoir op deze wijze geleegd, dan werden de straatleidingen met het reservoir in open verbinding gebracht. De manipulaties voor het ledigen der reservoirs gebeurde volgens rooster; om luchtledigheid in het reservoir tot stand te brengen, moesten eerst de daarop uitmondende leidingen afgesloten worden.

#### Buitenland
Op en paar plaatsen in het buitenland heeft Liernur ook het systeem toegepast. Het departement van Oorlog waar ongeveer 10.000 soldaten gelegerd waren. Ook voor het centraal station van Keulen en een ziekenhuis te Hanau werd het stelsel ingevoerd. Ook in 1870 heeft de gemeente Frankfurt besloten er een proef mee te nemen. Dit alles was echter zonder veel succes. 
In 1872 vestigde Liernur zich in Frankfurt en in 1881 in Berlijn. Hij richtte daar het Internationales hygienisch-technisches Institut für Städte-Entwässerung op en gaf een tijdschrift uit: Archiv für rationelle Städte-Entwässerung, vooral aan zijn stelsel gewijd. Tot enkele maanden voor zijn overlijden was Liernur steeds heel actief in de promotie van zijn systeem, wat opmerkelijk was gezien zijn lichamelijke toestand. Hij kon niet staan, nauwelijks lopen en ook zitten was lastig. De laatste twee jaar van zijn leven was hij bedlegerig. 

### Privé
Liernur trouwde twee keer, in 1853 met T. Freseniu (overleden in 1879) en in 1884 met C. Locher, die hem overleefde. Bij zijn eerste vrouw kreeg hij twee zonen en twee dochters, bij de laatste een zoon. 
Na de dood van zijn compagnon De Bruyn Kops op 12 augustus 1885 nam hij zijn zonen William en Francis, die reeds in zijn zaken werkzaam waren, in de firma op, en na het overlijden van Liernur zetten deze twee de zaken voort in Parijs. De tweede zoon Francis, die het meest op hem leek, overleed op 21 juli 1913.
- Biografisch Portaal: 49331163
- International Standard Name Identifier: 0000 0000 5591 8119
- Nationale Bibliotheek van Tsjechië: jx20061017008
- Nederlandse Thesaurus van Auteursnamen: 09099485X
- Système universitaire de documentation: 263233375
- Virtual International Authority File: 84364553
- WorldCat: E39PBJr3tvdG4jVhXTPB6Qr6rq